# Comunidade Quilombola de Lagoa da Pedra
Lagoa da Pedra é uma comunidade remanescente de quilombo, população tradicional brasileira, localizada no município brasileiro de Arraias, em Tocantins. A comunidade de Lagoa da Pedra é formada por uma população de 37 famílias, distribuídas em uma área de 80 hectares. O território foi certificado como remanescente de quilombo (reminiscências históricas de antigos quilombos), pela Fundação Cultural Palmares, pela Portaria n° 35/2004.

## Tombamento
O tombamento de quilombos é previsto pela Constituição Brasileira de 1988, bastando a certificação pela Fundação Cultural Palmares:
Art. 216. Constituem patrimônio cultural brasileiro os bens de natureza material e imaterial, tomados individualmente ou em conjunto, portadores de referência à identidade, à ação, à memória dos diferentes grupos formadores da sociedade brasileira [...]
§ 5º Ficam tombados todos os documentos e os sítios detentores de reminiscências históricas dos antigos quilombos.
Portanto, a comunidade quilombola de Lagoa da Pedra é um patrimônio cultural brasileiro, tendo em vista que recebeu a certificação de ser uma "reminiscência histórica de antigo quilombo" da Fundação Cultural Palmares no ano de 2009.

## Situação territorial
A falta do título da terra (regularização fundiária) cria para as comunidades quilombolas uma dificuldade de desenvolver a agricultura, além dos conflitos com os fazendeiros de suas regiões e a impossibilidade de solicitar políticas sociais e urbanas para melhorias de condições de vida, como infraestrutura urbana de redes de energia, água e esgoto.
Antes de primeiro de setembro, [está se referindo ao dia 1/9/2004, quando receberam a Certidão de Autorreconhecimento da Fundação Palmares], era como se a gente não existisse. Escureciam a gente. Agora não, fomos reconhecidos.— Ruimar Antonio de Farias, um dos líderes da comunidade
Uma das melhorias implantadas na comunidade após a titulação foi a consrtução de uma escola. Antes disso, as crianças e os adolescentes se reuniam na casa de um de seus pais para estudar; e a escola de ensino médio mais próxima ficava a 3km de distância. O trecho de estradas estreitas e com muitas poças dágua era percorrido a pé duas vezes por dia por todos os alunos. Quando as pessoas adoeciam, eram levadas de rede até a área urbana mais próxima. A estrada que liga a comunidade à cidade é uma vicinal sob responsabilidade da Prefeitura Municipal de Arrais.
Entre 2010 e 2019, a comunidade estava sob ameaça de mineradores. Talvez a situação perdure até os dias atuais, mas não foram encontradas referências posteriores.

## Cultura
Povos Tradicionais ou Comunidades Tradicionais são grupos que possuem uma cultura diferenciada da cultura predominante local, que mantêm um modo de vida intimamente ligado ao meio ambiente natural em que vivem. Através de formas próprias: de organização social, do uso do território e dos recursos naturais (com relação de subsistência), sua reprodução sócio-cultural-religiosa utiliza conhecimentos transmitidos oralmente e na prática cotidiana.
Uma das manifestações culturais mais importantes da comunidade quilombola de Lagoa da Pedra é a celebração da Roda de São Gonçalo, cerimônia em que os moradores pagam promessas alcançadas por São Gonçalo. Lagoa da Pedra é a única comunidade do Tocantins que realiza a cerimônia.
Parte de sua cultura é descrita em livros e uma exposição de Wolfgang Teske:
- 2010 e 2013 - Cultura quilombola na Lagoa da Pedra, Arraias-TO (Editora do Senado Federal),
- A roda de São Gonçalo na comunidade quilombola da Lagoa da Pedra em Arraias,
- Projeto Fotográfico Roda de São Gonçalo (exposição, 32 quadros, selos, 12 cartões-postais, um quebra-cabeça gigante e interativo).

## Ruimar Antônio de Farias
Ruimar Antônio de Farias é morador da comunidade quilombola Lagoa da Pedra e um dos líderes da comunidade. Em 2011, foi indicado ao Prêmio Betinho – Atitude Cidadã, voltado a reconhecer pessoas que promovem a cidadania em seu cotidiano. Ele foi indicado ao prêmio por defender a comunidade junto aos governos federal, estadual e municipal, tendo lutado para garantir a permanência da comunidade em seu território e para dar condições dignas e sustentáveis de trabalho no campo para essas família. Dessa forma, Ruimar atua para que não ocorra o êxodo de moradores para a cidade.
Uma das conquistas de Ruimar foi um projeto de Desenvolvimento Rural Sustentável da Fundação Banco do Brasil, pelo qual foi adquirido um trator e construída uma casa de farinha na comunidade. As melhorias aumentaram a produção agrícola e melhoraram as condições de trabalho da comunidade e de pequenos produtores rurais das cercanias, que também utilizam o trator e a casa de farinha.
Em 2007, uma horta comunitária no Sistema Mandala foi implantada com apoio do Ruraltins. Frutas, verduras, aves e peixes produzidos ali são distribuídos entre os moradores para subsistência; o que permite uma melhor alimentação com itens frescos. O excedente é comercializado e os valores das vendas são repartidos entre aqueles que trabalharam na produção. Segundo Ruimar, os postos de trabalho criados por conta do projeto ajudaram a reduzir a pobreza na comunidade.